# Callimaque de Cyrène
Pour les articles homonymes, voir Callimaque.
Œuvres principales
- Hymnes
- Épigrammes
- Élégies
- Iambes
- Aitia (Causes)
- Pinakes

Callimaque (en grec ancien Καλλίμαχος ὁ Κυρηναῖος / Kallímakhos ho Kurênaîos) est un poète, philologue et bibliothécaire grec, né à Cyrène vers 305 av. J.-C. et mort vers 240 av. J.-C. à Alexandrie.

## Biographie

### Famille
Il est le fils de Theodoros et de Megatima, ses parents sont issus de notables de Cyrène. Son arrière-grand-père Annikeris est vainqueur des jeux Olympiques en -388.

### Carrière
Selon la Souda, il enseigna d'abord les belles-lettres à Éleusis, quartier d'Alexandrie, puis fut appelé par Ptolémée II Philadelphe et donna des leçons de poésie dans le Musée : il eut Apollonios de Rhodes et Aristophane de Byzance comme disciples. 

### Lespinakesde la bibliothèque d'Alexandrie

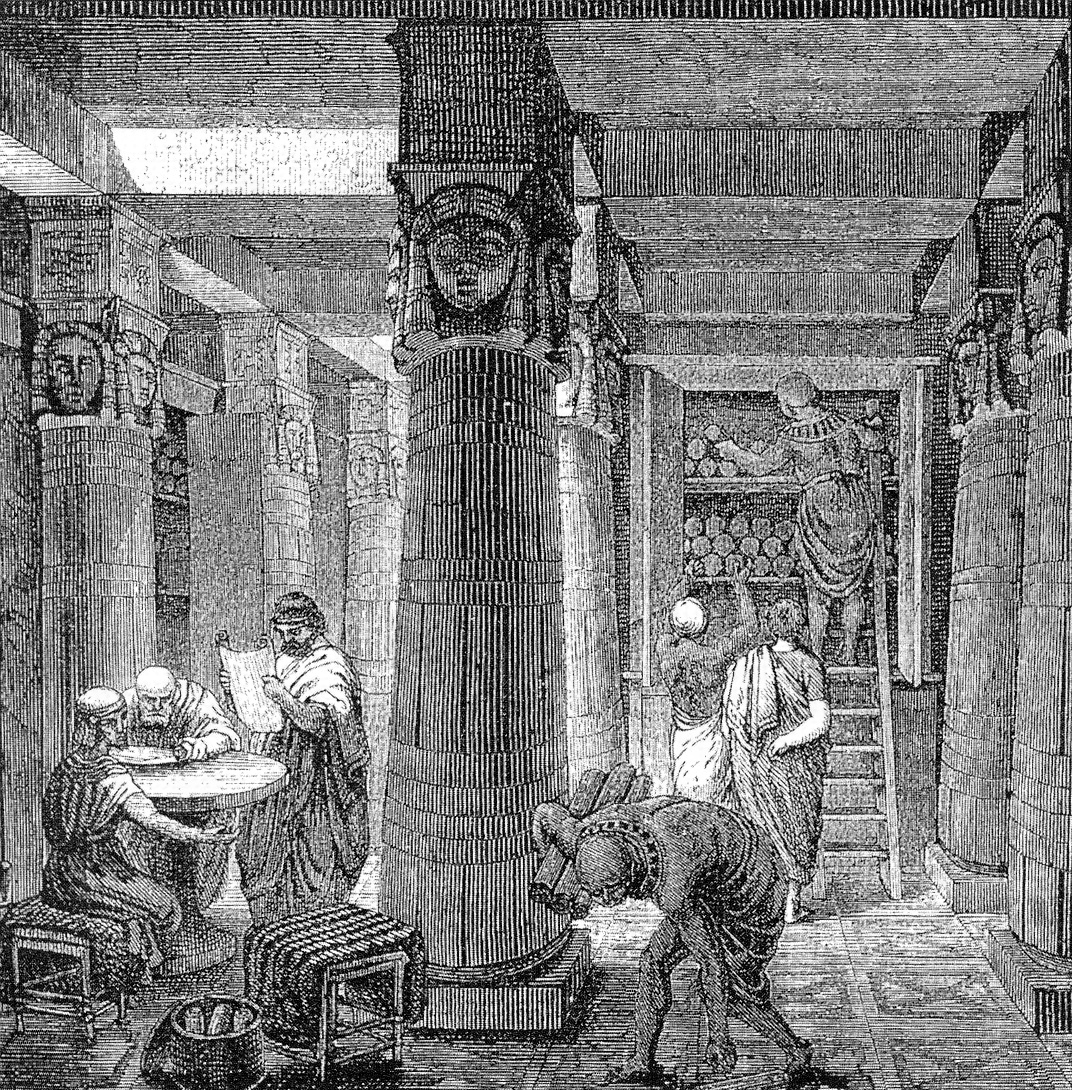
La bibliothèque d'Alexandrie, lieu où Callimaque a composé ses pinakes.

Successeur de Zénodote d'Éphèse au poste de bibliothécaire d'Alexandrie à la mort de celui-ci, tout en continuant à donner des cours, il rédigea le premier catalogue raisonné de la littérature grecque, les Tables des personnalités dans chaque branche du savoir et liste de leurs écrits (Πίνακες τῶν ἐν πάσῃ παιδείᾳ διαλαμψάντων, καὶ ὧν συνέγραψαν), couvrant quelque cent vingt rouleaux d'inventaire classés par ordre alphabétique et par genre. Il aurait dressé les pinakes de ces livres, le terme πίναξ (pinax) signifiant à l’origine une « planche, une tablette de bois ». Les pinakes auraient principalement été un répertoire des noms d’auteurs illustres dans un domaine particulier de la connaissance. Ces pinakes constituaient ainsi une forme embryonnaire de catalogue. Chaque ouvrage était ainsi classé par auteur et parmi les différentes disciplines comme la rhétorique, le droit, la médecine, la philosophie, l’histoire, la poésie lyrique, l’épopée, ou encore la tragédie. De plus, selon Frédéric Barbier, il est probable que les pinakes concernant ces auteurs aient aussi été accompagnés par des notices biographiques informant les lecteurs sur leurs origines, leur vie, leur carrière et leurs œuvres. Les pinakes de Callimaque sont novateurs en raison de leur ampleur mais aussi de leur caractère systématique et organisé s’éloignant du modèle de catalogue chronologique qui ne permettait pas un classement satisfaisant des œuvres conservées à la bibliothèque d’Alexandrie : les travaux de recherche du Musée nécessitaient une organisation plus rigoureuse de ses collections pour faciliter le travail des savants. Le catalogue inventé par Callimaque est donc indissociable du rayonnement de la bibliothèque et de la cité dans le monde méditerranéen, et il a ainsi constitué une référence pour d’autres bibliothèques de l’antiquité.

## Œuvres
Il a aussi rédigé des ouvrages d'histoire, de grammaire et de littérature et a composé des poèmes dans presque tous les genres. En tant que chercheur à la bibliothèque d’Alexandrie, Callimaque se consacrait à la philologie : en particulier, il s’est intéressé à la lexicographie et il aurait écrit de nombreux rouleaux portant sur les langues et les cultures des mondes grecs et au-delà. Il aurait aussi, toujours selon la Souda, écrit un ouvrage intitulé Les merveilles du monde entier rassemblées dans l’ordre géographique, appelant au voyage et à la curiosité pour les contrées lointaines et préfigurant l’engouement pour ce type de récits aux périodes hellénistique et romaine. 

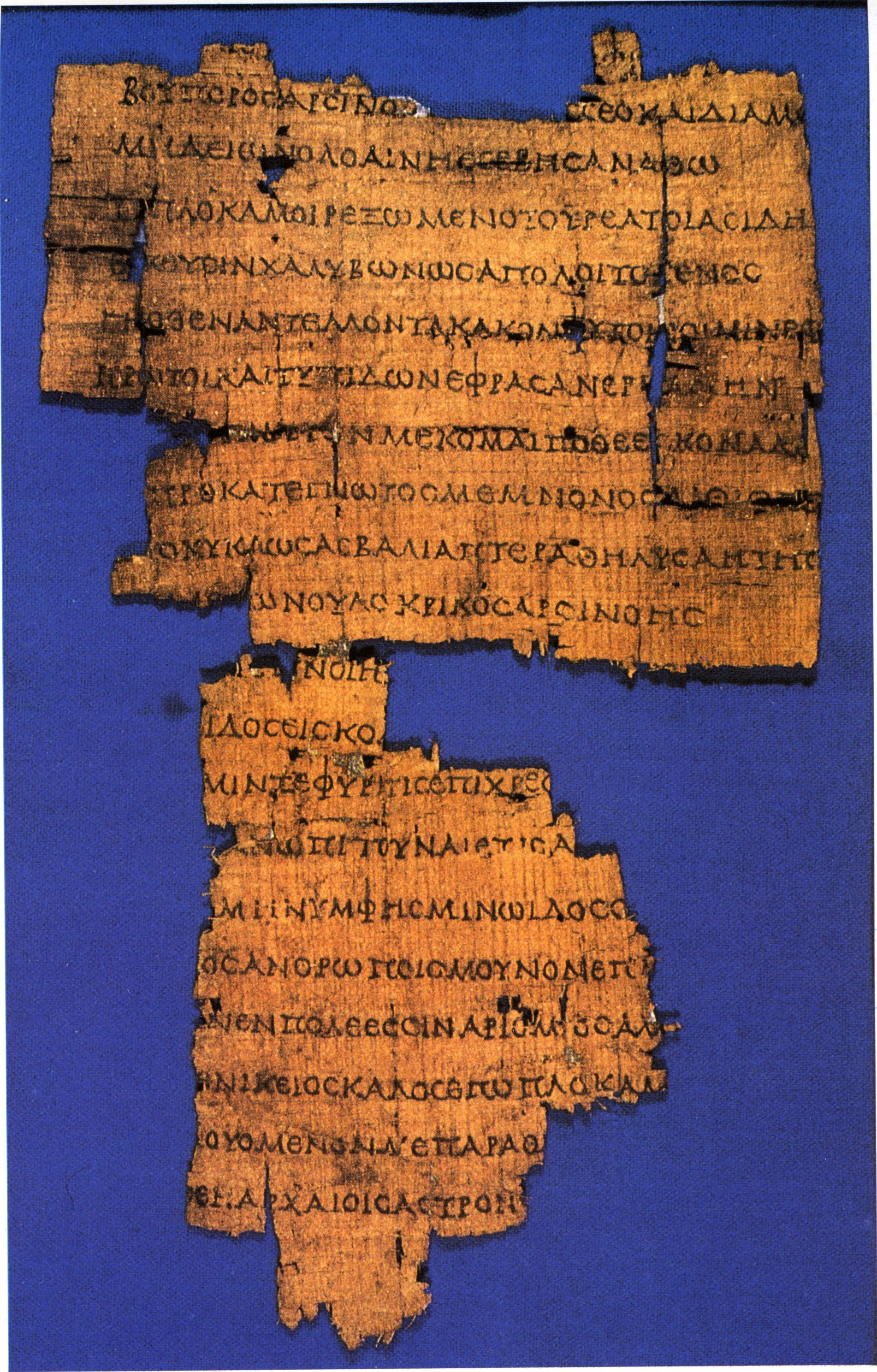
Fragment de papyrus de "La chevelure de Bérénice" par Callimaque.

Il excellait surtout dans l'élégie : il pleura ainsi la mort d'Arsinoé II. De tous ses écrits — il composa environ 800 œuvres —, il ne nous est parvenu que quelques Hymnes composés pour les fêtes des dieux, des épigrammes et quelques fragments. Sa poésie est d'un style précieux. On connaît en outre de lui l'Ibis, poème peut-être dirigé contre Apollonios, son ancien disciple (ce poème a été imité par Ovide), et la Chevelure de Bérénice mise en vers latins par Catulle et dans laquelle il chante la beauté de ses boucles. Ses recueils poétiques relatent des récits mythiques ou héroïques. Dans l’Hécalé, il traite d'un épisode de la légende de Thésée. Le recueil des Iambes était plus diversifié en pièces littéraires ou morales, apologues ou récits. Les Hymnes, qui célèbrent tour à tour Zeus, Apollon, Artémis — où il rapporte entre autres le mythe de la Biche de Cérynie, l'île sainte de Délos, le bain de Pallas et Déméter, furent retrouvés en entier à la fin du Moyen Âge. Les Hymnes de Callimaque étaient restés dans le plus profond oubli jusqu’au temps où l’imprimerie, nouvellement inventée, donna le moyen de publier les meilleurs ouvrages de l’antiquité. 
Parmi les hommes laborieux qui travaillèrent le plus sur ce poète, on compte Spanheim et Ernesti. Le premier en publia une édition en deux volumes in-8°, ornée de quelques gravures tirées de l’antique : on y trouve, non seulement une version latine, mais encore des notes grecques et latines, ainsi que des observations générales sur divers points obscurs qu’on n’avait pas encore éclaircis. Quoiqu’on puisse regarder ce travail comme achevé, néanmoins Ernesti l’a complété en retouchant la version de Spanheim, qu’il a reproduite avec le luxe de typographie, qui signalait son temps. A ces commentateurs se joignit Salvini, qui non-seulement a traduit notre auteur en latin, mais encore en vers italiens, avec toute l’exactitude que le texte comporte ; en quoi il a été suivi par Luca Antonio Pagnini, qu’on peut regarder comme le meilleur traducteur italien jusqu’ici connu[réf. nécessaire].

## Source partielle
- Marie-Nicolas Bouillet  et Alexis Chassang (dir.), « Callimaque de Cyrène » dans Dictionnaire universel d’histoire et de géographie, 1878 (lire sur Wikisource)